# Jang Jong-hyok
Jang Jong-hyok (26 agosto 1980) è un ex calciatore nordcoreano, di ruolo portiere.